# José Fernández (beisbolista)
José Mayobanex Fernández Rojas (nacido el 2 de noviembre de 1974 en La Vega) es un infielder dominicano que pertenece a los Tohoku Rakuten Golden Eagles en la Liga Japonesa. También ha jugado en la Organización Coreana de Béisbol para SK Wyverns en 2002; en la Liga Japonesa para Chiba Lotte Marines en 2003, Seibu Lions en 2004 y 2005, Tohoku Rakuten Golden Eagles de 2006 a 2008; Orix Buffaloes en 2009; y en la Liga Mexicana para Tigres de Quintana Roo en 2010. En 2010, Fernández volvió a ser firmado por Saitama Seibu Lions con un contrato de 30 millones de yenes, y dejado libre en 2011.
Jugó brevemente en las Grandes Ligas de Béisbol con los Expos de Montreal en 1999, y con los Angelinos de Anaheim en 2001. Bateó .143 en 49 turnos al bate en su carrera de Grandes Ligas.